# Les Cots (Odèn)
Les Cots és una masia situada al municipi d'Odèn, a la comarca catalana del Solsonès.